# 신의진 (가수)
신의진(1999년 7월 2일 ~)은 대한민국의 가수다. 2023년 싱글 《You're My Star》로 데뷔했다.

## 방송
- 우리가 사랑한 그 노래 새가수 (2021) - Top44
- 아티스탁 게임 (2022) - Top48(47위)

## 음반
- 우리가 사랑한 그 노래, 새가수 Episode 4 (2021)
- 우리가 사랑한 그 노래, 새가수 MR (2021)
- 빗자루 (2021)
- You're My Star (2023)
- 밤, 여름 (2023)
- 안녕 (HELLO!) (2023)
- 별이 쏟아지는 미라클 (2024)
- 일본 앨범 'Miracle' (2024)

## 작사
- 신의진 <빗자루> (2021)